# ゴーストライター
ゴーストライター（ghostwriter）とは、書籍や記事、脚本などの代作を生業とする著作家のことである（以下、ゴーストと表記）。なお、変名を使い正体を明かさないまま作品を公表する覆面作家とは異なる。

## 出版業界
本人が話したことを一言一句そのまま書かせる「口述筆記」から、本人の書いた文章を読みやすく加除訂正する「編集・リライト」もあれば、ほとんど書き下ろしに近い「代筆」まで、様々なケースが見られる。執筆の実作業を担った人物に対して謝辞その他の何らかの形で名前が出る場合もあれば、まったく出ないことも少なくない。「構成」や「協力」や「編集協力」など、一見すると曖昧な名目で本の扉の裏側や目次の最後や奥付の前や奥付などで、目に付かない形で名前が出る場合もある。ゴーストが勝手に名乗りを挙げることは、出版業界のモラル上の大きなタブーとされているが、ゴーストライターがゴースト以外の作品で成功した場合、その名義を表に出してゴースト時代の作品が復刊されることもある。「著者」の態度は人によってさまざまで、ゴーストライターに手伝ってもらったことを公にする人から、追及をされない限り黙っている人・あくまで自分で書いたかのように振る舞う人も多い。
たとえば、文筆を主業としないタレント・俳優・政治家・スポーツ選手・企業経営者・学者・その他、著名人の名前で出版されている本のうちのかなりの割合が、多かれ少なかれゴーストを使っていると言われる。書籍『社長と経営者のための企業出版入門』には「原稿作成はゴーストライターのお仕事です」という一節があり「イメージ上、それを公にしていないだけです」と説明されている。学者、研究者の場合は論文は自分で書くものの、一般向けの書籍などではゴーストライターが関与することがある。最近では芸能人やアスリートのブログにも、ゴーストライター（スタッフによる代筆）が使われる例がある。ノンフィクションライターの窪田順生は、「国会議員に社長にタレント、プロ野球選手、登山家、大学教授、医師、投資コンサル……変わり種では、女カリスマ社長なんかの代筆をさせていただいたことがある」と書いている。講談社の編集者だった伊藤寿男は、自分が担当した中でゴーストライターでなかったのは桂三枝（現・六代 桂文枝）と秋吉久美子だけで、ほとんどがゴーストライターであったと明かし、「読者も事情を知っているのだから、古い習慣はやめて本来のライターの名義を入れるべき」としている。
過去には、著者の名義になっている人物が生放送などの場でつい、口を滑らせてしまった例も見られる。例えば歌手・タレントである松本伊代がオールナイトフジ（1984年12月29日）で、“自筆エッセイ”の内容を司会者に聞かれた際に、「まだ読んでない」と返答してしまった事例などがある。詳細は彼女のリンクを参照。
ゴーストライターのほとんどは、作家やジャーナリスト・評論家・フリーライター・新聞記者・雑誌記者などの、物書きのプロフェッショナルである。高い知名度を持つ作家が、かつてゴーストを務めていた経験があったり、逆に自身がゴーストを使っていたりする場合もあるとされる。知名度のある人物が表の顏となり、実際の作業は裏方に任せるからである。ジャーナリストの肩書があっても、自分で書かない人もいる。その場合、著者と並んで「取材班」という署名がつくこともあるが、つかないことも多い。ほとんど丸投げのこともある。とあるニュースサイトには、次のような話が紹介されている。「かつて『新進気鋭』のジャーナリストが出版した本が話題になったが、このジャーナリストはほとんど自分で書いていないと噂になった。実際に著者の知人も、出版社からの依頼で取材してまとめたものが、ほぼそのまま、そのジャーナリストの新刊に掲載されたことがあった」、「『自称』ジャーナリストが担当していたラジオ用「ニュース解説」の原稿を丸投げされていた知人もいる。このジャーナリストは収録直前に初めて原稿を読む。つまり、自分の名前で視聴者に伝えるニュース解説を他人に作らせ、直前までその内容も知らないのだ。ちなみにこの人物、メディアに登場しては、悪びれることなく嘘の実績を話す」。
ゴーストライターが重宝されるのは、著名人といえど文章を書くことを生業としていない者がゼロから原稿を書き上げるのは現実的には難しいこと・また書いたとしても、そのままでは読みづらく読者が理解しにくい文章になりがちだからである。そのため、ゴーストライターは文章を書き慣れない人をサポートし、文章の質や量の向上に寄与しているとも言える。『女性自身』誌で7年間に150本の手記をゴーストライトしたルポライターの竹中労は、その意味でゴーストライターは必要であると主張している。その一方で、竹村健一の盗作疑惑や、俳優の長門裕之の『洋子へ』のケースのように、時として内容が問題になった際に文責の所在が曖昧にされることがある。
みずからもゴーストライターを務める吉田典史によれば、「約9割のビジネス書は、ゴーストライターが書いている」という。その理由は、ビジネス書では文章力よりも著者の知名度とコミュニティ（ファン）の存在が重要視されるからである。発売直後に一定部数の売れ行きが見込めなければ、出版の企画そのものが成立しない。また無名の経営者が企業出版（自費出版）を行なう場合は、最初の数百冊を大手書店を通して自費で買い上げることもあるという。これは、大手書店のランキングで上位に掲載されることを目的とした行為である。いわば、大手書店は『ランキングを売って』いるともいえる。吉田は、自分で書いてない者が著者を名乗るのが「詐欺なのか、それとも詐欺ではないのか。わたしはいまなお、この問いに答えることができない」と、言葉を濁している。
ビジネス書のゴーストライター業が生業の大半である上阪徹は、ゴーストライターという言葉がネガティブに聞こえることから、自著『職業、ブックライター』にて、「ブックライター」という呼び名を提唱している。この本では、毎年10冊以上のゴースト本を出している自分の生活を語っている。また、ゴーストとして担当した本であとがきを執筆する際に、自らと編集者の名前を出して謝辞を代筆してしまうが、編集者に削除されることもあると述べている。ゴーストライターをするときの「著者」への取材時間は、一般的に10〜20時間とされている。中には5時間で書くケースもあれば、何カ月もかけて密着取材をするケースもある。
ブロガーのイケダハヤトは、世の中にある多くの本と同様に「自分の本は編集者の手が入っており、作品によっては半分近く編集者が書いている」、と開示している。その際に「エンドロールでずらずらと関係者の名前が並ぶ映画やゲーム」のように、「他人の手を借りて制作した場合は、そのことを開示する」というルールを提唱しており、実際に「電子書籍『ブログエイジ』は共著者として編集者」をクレジットしたものの、「紙の本」の業界においては「文化の壁があるようで、実現には至っていません」と述べている。
アメリカの出版業界では、スポーツ選手や企業人などの文章の素人が出版する際にはライターやジャーナリストとの共著として発表されることが多い。この場合の共著者とは、クレジットされたゴーストライターであり、文章執筆のすべてを請け負っている。しかし、クレジットされるからと言って問題がまったくないというわけではない。アメリカで2006年に出版された『スリー・カップス・オブ・ティー』は、登山家から慈善活動家に転身したグレッグ・モーテンソンの自伝として売り出された。この本は、発売後4年（220週）もの間、「ニューヨーク・タイムス」紙のベストセラー（ノンフィクション部門）ランキングに載り続けたベストセラーであり、世界39カ国で翻訳、販売され、総計400万部以上を売り上げた。続編もベストセラーとなった。この2冊の共著者はデビッド・オリバー・レーリンというジャーナリストで、執筆にあたってモーテンソンの協力がなかなか得られなかったために想像によって自伝のエピソードを大きく補ったという。本がベストセラーになって注目を浴びたために、モーテンソンの慈善事業に集まった寄付金のうち7〜23億円が行方不明になっていることや、内容に虚偽のエピソードが含まれていることに対して批判が巻き起こった。モーテンソンは慈善活動にいっそう力をいれることで償うと謝罪したが、レーリンは批判キャンペーンが展開された翌年の2012年に、罪悪感やライターとしての将来への悲観から49歳で自殺した。
日本では、1973年に出版された糸山英太郎議員の自伝・『太陽への挑戦』（双葉社）について、ゴーストライターの豊田行二が翌年に『小説・糸山英太郎　太陽への挑戦者』を『オール読物』（文藝春秋）に発表して代筆を暴露するという事件があった。元の本は一年半で50万部を売り上げるベストセラーであり、双葉社の怒りは相当なものであった。中堅幹部は、次のように語っている。「『太陽への挑戦』は糸山・豊田・双葉社の三者共犯から生まれた“鬼っ子”なんだからね、三者とも恥ずかしい行為をしているわけなんだよ。だから、それは公けにすべきではなく、棺桶の中まで持って入る“秘密”でなくちゃいけない」。
出版界では長らく暗黙の了解の存在だったゴーストライターという仕事を、広く公然化したのはKKベストセラーズの創業者・岩瀬順三である。1982年11月17日にNHK教育テレビで放送された『NHK教養セミナー』「現代社会の構図ー出版界最前線」第2回〈ベストセラーを狙え〉に出演した岩瀬が、当時同社から出版されてベストセラー第2位だった江本孟紀の『プロ野球を10倍楽しく見る方法』に関して、アナウンサーが「この本も、原稿をまとめたのは、実は出版社だという話です」と言うと、岩瀬は「書いたか書かないかでなく、誰の本.....山口百恵の本、江本の本ということが重要だ」と前置きをして「ゴーストライターによってつくろうとも、なまじ本人が書いて拙い文章の本をつくるより、言わんとすることを正確に、より読みやすく面白く書いてもらったほうがいい。江本孟紀の書いた本を売っているのではなく、“江本の本”を出しているのだと判断してもらいたい」と発言した。これは、当時のゴーストライターに対する強い批判に岩瀬が回答し、ゴーストライター必要論を強調したものであった。『プロ野球を10倍楽しく見る方法』は、220万部という記録的な売れ行きとなり、以降のゴーストライターブームをつくったと言われた。その後、この手のタイトルと本作りのスタイルは他社にそっくり真似られ、20世紀末にはすっかり定着している。こうした手法を編み出したのは岩瀬ではなく、光文社のカッパ・ブックスの創始者・神吉晴夫といわれる。それまでは、著者が書いたものをそのまま本にするというのが一般的な傾向であったが、神吉が「編集者と著者の共同作業」という出版メソッド・すなわち、編集者がテーマを設定して、企画力を発揮し、編集者が徹底的に注文を付けて書かせるという「創作出版」・著者と共に共同製作を行う「出版プロデューサー的出版社」を編み出し、岩瀬の手法はこれを進化させたものであった。
ビジネス書や実用書ではゴーストライターの起用が当然となっている出版業界であるが、近年は小説などの分野においてもゴーストライターを使う例が見られる。例として、元・ライブドア経営者の堀江貴文による小説、『拝金』と『成金』があげられる。小説におけるゴーストライターの起用は、出版業界でもグレーゾーンにあたるらしく、普段はゴーストライターの起用を隠さない堀江もこれに関しては、口を閉ざしてコメントを拒んだ。有名人やタレントの名を借りた本が売れる現状の中で、出版業界のなりふり構わぬマーケティング手法には疑問が呈されている。
他人の手を借りて制作するという例でいえば、ノンフィクション作品や推理小説では取材や事実確認といった、いわば下調べ作業はデータマンの手に任せ、ライターはアンカーマンとして作品を書くだけといった分業体制を取っているケースは多い。例として、松本清張や猪瀬直樹の名前が挙げられる。本人が書いている場合は、ゴーストライターとは言いきれない。また本多勝一は、口述筆記を使用していることを公言している。翻訳出版の分野においては、下訳というかたちで下積みの翻訳家が先におおまかな翻訳をつくることがよく行われている。特に翻訳者として名前が出るのが、作家やタレントなどの著名人である場合には、下訳の重要性が増す。
漫画の分野では、漫画原作者やシナリオライターなどが何らかの理由により、表には名前を出さずにストーリーを手掛け、作品自体は漫画家のみの名義で出される・あるいはストーリー作りへの低評価が原因で中位辺りで伸び悩む作品へのテコ入れ策として編集部がシナリオライターを途中参加させるなどの形で、多くはストーリーの構成の面においてゴーストライターの存在が噂されることがある。編集部サイドや担当編集者の強い主導により作品企画が進められるスタイルの雑誌の場合は、キャラクター設定や物語の概要のみならず、ストーリー制作の実権をも編集部や編集者が握ってしまうこともある。このような場合、編集部の内部でストーリーを考案している雑誌スタッフや編集者が、実質的なストーリー担当者となる。そういう場合であっても、編集部・編集者が原作者や脚本担当としてクレジットされる例は実際にはあまりなく、多くはゴーストライターと同様の形態になる。ただし、編集者も漫画家も自分がストーリーを考えたと思っているケースもあり、どちらが『原作者』であるかという判断は外部からは難しい。両者の言い分が反する場合には、原稿を描いている漫画家の言い分に理があるといえる。また、漫画の場合はアシスタントを使って人物以外の背景やメカなどを描かせるといった分業体制による作画は日常的に行われているが、これらに携わるアシスタントらの名前も通常はクレジットされない。ただし、最近は浦沢直樹や松田奈緒子や佐藤秀峰など一部の漫画家において、単行本では編集者も含めたスタッフ名をすべて表記する流れが見られる。
レアケースではあるが、文字を書くことが困難、あるいは翻訳作業などが必要な外国出身者が本を出版する際、事実上の代筆担当者としてゴーストライターが起用される事もある（口述筆記）。この場合には、著者や出版社がゴーストライターの起用を自ら明かす事もある。著者が視覚障害者の場合は、述筆記でもなければ多くのケースで代筆担当者が存在し、点字などからの変換でも広義の意味で代筆に該当する作業となることがあるが、代筆担当の名前を出さない場合にはゴーストライターと同様の存在になる。
ゴーストライターの契約と報酬の支払い形態はさまざまであり、著者印税の一部をもらう歩合制となることもあれば、原稿料で買い切り制のこともある。長嶋茂雄や王貞治の本の場合には、本人が6でライターが4の印税比率だったという。

## 放送業界
放送業界では、主にテレビドラマ・テレビアニメの脚本家について、ゴーストライターにまつわる噂が少なからずある。
以下にその例を挙げる。
- 脚本家の身近に別の執筆家がいる場合には、その執筆家が実制作を担っている。
- ベテランの脚本家が、弟子筋に当たる若手脚本家や見習いの育成の一環として、自分名義の仕事を任せて実作業を行わせる。実際に名前が出る脚本家の方では、品質・内容のチェックと修正を適宜行う。
- テレビ局のプレゼンで番組企画を通すために、著名な脚本家の名前を表に出し（いわゆる『名義借り』）、実際の執筆は別の脚本家が担当する。グレーな手法ではあるが、著名な脚本家の『ネームバリュー』をマーケティング的な観点から活用したい場合などは、名前を「監修」としてクレジットされる一方、別の脚本家が執筆した内容や世界観をチェックする役割を務める。

実例としては、2008年のNHK大河ドラマ『篤姫』での、脚本家田渕久美子担当分の脚本についての件がある。実際には、シリーズ後半から「脚本協力」としてクレジットされた田渕の兄であるコピーライター田渕高志が、シリーズの当初から事実上のゴーストライターを務めていたのではないかという疑惑が存在している。田渕久美子を巡る民事訴訟の法廷でも、田渕の元関係者が、高志が事実上のゴーストだったことを証言している。

## 音楽業界
出版業界と同様に、音楽業界・特にテレビ番組の主題歌やCM音楽などでゴーストライターの存在が噂される事がある。これについては主に作詞の名義について言われる事が多いが（大黒摩季#ビーイングスタッフ表記問題を参照）、一部には作曲や編曲などでこの種の噂が発生する事もある。ニュースサイトTHE PAGEは「実在のシンガーソングライターでも、実際には別の人物が詩や曲を書くケースは多数存在します」と断定的に語っている。
レコードや書籍のなかった時代、芸術家は作品を大衆に届ける術を持たず、貴族などのパトロンを必要としていた。当時のパトロンは、題材や材料にまで口を出し、その作品を自分の名で発表することすらあったという。たとえばヴォルフガング・アマデウス・モーツァルトの『レクイエム』は、とある貴族が自分の亡くなった妻に捧げるために発注したもので、本来はこの貴族の名で公開されるはずだった曲が、モーツァルトの突然の死により遺作として公表されたものである。これらのゴーストライティングは仕事として普通に存在していた。ゴーストライティングではないものの、『アンナ・マクダレーナ・バッハの音楽帳』に収録された『メヌエット ト長調 BWV Anh.114』および、『メヌエット ト短調 BWV Anh.115』は作曲者の名前が記されていなかったため、長らくバッハの作曲と考えられてきたが、後にクリスティアン・ペツォールトの作曲であることが判明している。
名前や顔の売れているタレントや若手アーティストに作詞や作曲をさせる場合には、商品化までにプロデューサーやディレクターやアレンジャーなどの専門家による「手直し」や「修正」が必要になる。それらの修正が多岐にわたり大幅になった場合、結果として修正にかかわった人間がゴーストライター化してしまうことがある。ポピュラー音楽界では、鼻歌や主旋律ていどしか作曲できないアーティストも多いという。音楽関係者によると「歌謡曲で多いのが、有名な作曲家や作詞家が弟子に作品を書かせるケース。アイデアが枯渇しているところに曲の注文がくると“キミ、こんな感じの曲を書いてくれ”と指示。出来上がった曲や歌詞を自分流にアレンジして完成させます。面倒見のいい師匠は、印税の何割かを与える。CDが100万枚売れたので弟子に100万円払ったという話も聞きますよ」という。筒美京平の作曲家デビュー曲、『黄色いレモン』が1966年当時、筒美が日本グラモフォンの社員であったため、すぎやまこういちの名義でリリースされたという例もある。
作曲家の青島広志は、日本の音楽業界の現状について「ポピュラーでは旋律を書ければ良い方で、時には鼻歌を編曲者が楽譜に起こして編曲し、レコーディングまで持っていく。クラシック畑の作曲家も、ひとたび名が売れてTVドラマや映画音楽の注文が来ると、まず絶対的に一人では楽譜が書けなくなる。初めの内はそれでも頑張っているのだが、締め切りに間に合わなくなるよりはいいので、誰かに助太刀を頼む。依頼主もその先生の名が欲しいので、余程質が落ちない限りは目をつぶるのだ」と書いている。
音大の学生によると、「音大では作曲科専攻の学生が恩師の代わりに作曲することは珍しくない」・「私の後輩は普通に先生のゴーストライターをしていた。1曲あたり5000円で引き受け、先生からアルバイト料をもらっていた。中には一人ではできない大曲もあり、同じ学科の学生が総出で、ゴーストした経験もある」・「実際の作曲者が無名の場合、世に知れた音楽家の名前で曲が売られることはよくある」との証言がある。バッハやモーツァルトのような大作曲家ですら、本人が作曲したことの確証が取れない“偽作疑惑”の曲が多く存在するという。
また、特に1990年代以降のテレビアニメの世界などでは、主役級のキャラクターの声を演じる人気声優が番組主題歌を歌唱し、同時にその主題歌の作詞の担当者としてクレジットされる例が一部に見られる。これらの中にも、「声優に対する報酬確保のため、主題歌の作詞者として声優の名義を設定し、実際には別の作詞家がゴーストとして作詞している」などといった、まことしやかな噂が真偽は別としても発生する事がある。この様な噂が発生する背景には、大半の声優はアニメ出演のギャラの金額決定に際し「ランク制」という声優業界特有の制度が用いられているという事情がある。これにより、人気絶頂の声優であろうが、内外から演技力について高い評価を受けている声優であろうが、一律金額的な上限が存在するため、出演に対してそれ以上の報酬を出す事が必要とされる場合には、主題歌の歌唱担当など以外にもこの様な「ランク制」の影響を受けない別の手段を講じる事が求められる場合がある。
1990年代前半、当時の日本の社会へさまざまな形でコミットしていた、オウム真理教の教祖の麻原彰晃は、自作と称する交響曲や管弦楽曲を多数制作し、教団の専属オーケストラであるキーレーンを自ら指揮して発表した。実際には麻原にはこれらの曲を書く能力は無く、鎌田紳一郎をはじめとする専門的に音楽教育を受けた信者達が共同で制作した、と言われている。
2014年、耳の聞こえない作曲家として売り出していた佐村河内守が、実際は自分で作曲していないこと・また言われるほどの聴覚障害がないことを、彼のゴーストライターである新垣隆が告発し、レコードと本が出荷停止された。この事件は、通常は表に出ないゴーストライターが公になったことでも大きな注目を集めた。作曲家の伊東乾は、この事件の解説で「日本の音楽業界では、映画やテレビドラマなどの『機会音楽』から、オペラのようなものに至るまで、トップの名前で仕事を取ってきて、時間がないためスタッフが手分けして作曲作業し、スタッフには買い取りでギャランティを払っておしまい、クレジットや著作権登録はトップの名前というケースは山のようにあります」としている。また、「ここから先は、すでに人口に膾炙したミュージシャンも多数関わっていることなので、一切の実名を避けてお話しせざるを得ません」と前置きした上で、「アンカーはずっとアンカー、つまり裏方のまま30歳、40歳と年を重ねてしまうこと、また、若い世代に人材が出ると古い人は仕事が減るといった、アシスタント食いつぶしの状況が見られる」と鋭く批判している。

## 著作者名詐称罪
著作権法121条では、著作者でない者の実名もしくはペンネームを著作者としたり、二次的著作物において原著作物の著作者でない者を著作者として表示して頒布することに罰則を定めており、著作者や原作者を詐称することは罪となり、1年の懲役および100万円の罰金刑を併科する旨が規定されている。
この規定は、例えば、読者が著名人の著書と期待して書籍を購入したが、実際には別人の著作である場合などの社会的法益の保護を目的としており、親告罪とはされていない。つまり真の著作者が別人の氏名表示に同意していて著作者人格権の氏名表示権が侵害を主張しなくても、著作権の保護規定とは関係なく適用されうるため、代作やゴーストライターもこの規定に抵触する恐れがある。
著作権法第百二十一条：著作者でない者の実名又は周知の変名を著作者名として表示した著作物の複製物(原著作物の著作者でない者の実名又は周知の変名を原著作物の著作者名として表示した二次的著作物の複製物を含む。)を頒布した者は、1年の懲役および100万円の罰金を併科する。

## ゴーストライター契約の有効性
実際に書いた人間の氏名表示を認める著作者人格権は一身専属性を有する権利であるため、他人に譲渡できない。著作者人格権は著作物を排他的に利用する財産権である著作権とは別物であり、たとえ著作物の権利を譲渡しても作者であることは主張できる。ゴーストライター契約の契約書作成を依頼されたことがあるという弁護士の福井健策は、人格権である氏名表示権は放棄できないため、別人の名前で公表するという内容の契約は、著作権法121条に抵触することになるため「契約書の強制力がどこまで及ぶかは疑問」との見解を示している。
北海道大学の田村善之教授も、別人を著作者とする契約は公序良俗に反するため無効との見解である。
2006年、ジョン万次郎銅像事件の控訴審判決で知的財産高等裁判所は、著作者名を他人名義にする合意は著作権法121条に触れることを根拠に無効と判断した。
著作権法第十九条：著作者は、その著作物の原作品に、又はその著作物の公衆への提供若しくは提示に際し、その実名若しくは変名を著作者名として表示し、又は著作者名を表示しないこととする権利を有する。その著作物を原著作物とする二次的著作物の公衆への提供又は提示に際しての原著作物の著作者名の表示についても、同様とする。

## ゴーストライターの例
- 池島信平 - 菊池寛の『日本武将譚』などの代作をした。
- 伊藤整 - 川端康成の『小説の研究』の一部を代作をした。
- 糸井重里 - 矢沢永吉『成りあがり』の代作をした[43]。
- 植草甚一 - 東宝社長の吉岡重三郎の『映画』をゴーストライターとして代筆。
- 内田憲太郎- 川端康成の「空の片仮名」が内田の代作だと龍胆寺雄が主張した[44]。川端全集に収められた内田の書簡から、ほぼ間違いないと推定されている[45]。
- 大森光章 - 中河与一の「幻聴を聴く女」を全部代作し、同じく「漂泊者」も一部代作した[46]。
- 海江田万里 - 野末陳平の著書の代作をしていた。
- 川端康成 - 菊池寛『不壊の白珠』の代作をした[47]。
- 北畠八穂 - 夫の深田久弥のために『あすならう』『オロッコの娘』『津軽の野づら』『贋修道院』『鎌倉夫人』など数々の小説を代作（下書き）した。戦後、初恋の女性と再婚するために深田から離縁されたことをきっかけに暴露する。
- 木村和久 - 学生時代にビートきよしの代作をした[48][49]。
- 神山典士 - 盲目のピアニスト辻井伸行の母の書籍など、四半世紀で50冊以上手掛けたと述べている。
- 小島政二郎 - 徳田秋声の童話のほか、『赤い鳥』で主催の鈴木三重吉ほか、多くの童話を代作した。
- 堺屋太一 - 趣味が高じてプロレス本『プロレス式 最強の経営 「好き」と「気迫」が組織を変える』を執筆。自分の名義ではなく『週刊プロレス』編集長のターザン山本を著者として立てて出版し、印税も受け取らなかった[50]。
- 佐々木俊尚 - 堀江貴文のビジネス本の代筆をしたことを公表している[51]。
- 佐藤碧子 - 菊池寛の『新道』などの代作、川端康成の『東京の人』『女であること』などを代作した[52]。
- 重松清 - 岡田有希子をはじめ数多くの芸能人本・小説やドラマのノベライズを手掛け、『ゴーストの帝王』と呼ばれていた。
- 清水義範 - 下積みの頃にアルバイトでアン・ルイスなどのゴーストライターを行った[53]。
- 瀬沼茂樹 - 川端康成の『小説の研究』の一部を代作をした。
- 津田信 - 小野田寛郎の手記のゴーストだったことを明かし、『週刊ポスト』で小野田を幻想の英雄だとする告発手記を発表して話題になった。『幻想の英雄』（図書出版）として書籍化もされた[54]。
- 豊田行二 - 糸山英太郎の『怪物商法』『太陽への挑戦』のゴーストだったことを明かした[55]。
- 立花隆 - 香月泰男の『私のシベリア』のゴーストライターであったことをのちに公表。出版から34年後に自著『シベリア鎮魂歌 香月泰男の世界』で立花名義で復刻した。
- 内藤三津子 - 神彰『怪物魂』のゴーストライター[56]。
- 永江朗 - ミュージシャン、女優、学者、漫画家などの作品を構成・執筆。
- 中里恒子 - 川端康成の『花日記』を代作した。『乙女の港』は共同執筆とされている[57][58][59]。
- 新垣隆 - 佐村河内守の代表作交響曲第1番 (佐村河内守)のゴーストライターであることが、告発[60]により判明した。その結果、佐村河内は評価を著しく低下させることとなった。
- 蓮見圭一 - 埼玉愛犬家連続殺人事件の共犯者の手記をゴーストライターとして執筆。同書は、1999年に犯人の実名の山崎永幸名義で『共犯者』（新潮社）として出版された後、2000年に志麻永幸名義で『愛犬家連続殺人』（角川書店）と改題されて文庫化。さらに2003年に、ゴーストライターだった蓮見圭一名義で『悪魔を憐れむ歌』（幻冬舎）として再出版された。
- 花田紀凱 - 康芳夫『虚業家宣言』のゴーストライター[56]。
- 半藤一利 - 現在は本人の著書とされる『日本のいちばん長い日』は当初大宅壮一編集の名義で発表されてクレジットがなかった。ただし、文春スタッフとの共同作業ともみられる。
- 村島健一 - 堀江謙一『太平洋ひとりぼっち』のゴーストライターを担当。
- 矢川澄子 - ポーリーヌ・レアージュ『O嬢の物語』を全訳したが、訳者名は当時の夫の澁澤龍彦として発表[61]。
- 横溝正史 - 江戸川乱歩の『あ・てる・てえる・ふいるむ』など3作品の代作をした。
- 横光利一 - 菊池寛『受難華』の代作をしたことがある[47]。

## ゴーストライターを使った例
- 赤塚不二夫 - 漫画以外のエッセイなどの活字の仕事はほぼ全てが、長谷邦夫や高平哲郎や奥成達などのブレーンによる代筆[62][63][64]。
- 荒舩清十郎 - 『ロッキード問題と五一年度予算』（政財界出版）は小野田修二に書かせたとされる。
- 飯島愛 - 『プラトニックセックス』をゴーストライターに書かせた事を認めた。
- 五木ひろし - 最初のライターが書いたものにNGを出し、別のライターにきちんと取材をさせて新たに書かせたという[10]。
- 江戸川乱歩 - 『犯罪を猟る男』『あ・てる・てえる・ふいるむ』『角男』は横溝正史による代作。『覆面の佳人』は乱歩と正史の合作とされているが、実際は正史がほぼ単独で執筆したと考えられている。『蠢く触手』は岡戸武平による代作。少年探偵団シリーズのうち大人向け作品のリライトは氷川瓏らによる代作。
- 江本孟紀 - 春日原浩をゴーストライターにして『プロ野球を10倍楽しく見る方法』を作成[21][22]。
- 王貞治 - 自伝をゴーストに任せた[29]。
- 大黒摩季 - 作詞クレジットが後に「作詞:ビーイングスタッフ・大黒摩季」となっていた。詳しくは大黒摩季#ビーイングスタッフ表記問題を参照。
- 小沢一郎 - 『日本改造計画』は当時の大蔵省の課長が編集長となり、政治の部分は御厨貴と飯尾潤、外交・安保は北岡伸一、経済は竹中平蔵と伊藤元重が担当した[65]。
- 金田正一 - ゴーストライターとの印税の配分で金田9:ライター1を主張した[29]。
- 菊池寛 - 上記参照。
- 北公次 - 自伝『光GENJIへ―元フォーリーブス北公次の禁断の半生記』は、村西とおるが企画、北公次からの聞き取り内容を本橋信宏が文章化したものである。
- サスケ - 西脇唯が2004年4月28日、8月14日、9月24日、10月30日のブログにて青いベンチなどサスケの多くの楽曲のゴーストライターであったと告白。作詞クレジットは「Song writing supported：西脇唯」または「補作曲：西脇唯」と表記。
- 佐村河内守 - 2014年にゴーストライター新垣隆からほぼすべての曲を代作しているとの告白があり、週刊誌を巻き込んで大きな騒動になった。
- 柴田梵天 - 博士号学位取得のため代作者に謝礼金二百万円を払った上で博士論文「『共産党宣言』以後百二十五年」を代作、国士舘大学で当時起きていた多くの騒動と併せて国会で問題になった[66]。
- 竹村健一 - 1982年に著書の盗作が指摘された際、ゴーストライターが書いたもので自分の責任ではないとした[67]。
- 田中角栄 - 『日本列島改造論』など、官僚や秘書などをつかって書かせたとされる[68]。
- 長嶋一茂 - 自伝『三流』は石川拓治の聞き書きである[69]。
- 長嶋茂雄 - 自伝『燃えた、打った、走った！』は新宮正春の聞き書きである[70]。
- 長門裕之 - 『洋子へ』が暴露本として騒がれると、ゴーストライターが書いたもので、原稿チェックもできずに勝手に暴露本にされたと説明した[71]。
- 林下清志（ビッグダディ） - 講演会で、著書は「自分で書いていない」と発言[72]。
- ひろゆき（西村博之） - 『2ちゃんねるはなぜ潰れないのか？』は2ちゃんねる創設者のひろゆき（西村博之）名義で出されているが、あとがきでひろゆき自身が「ほとんど文章を書いてない」、「この本のほとんどを書いた杉原さんに感謝です」などとゴーストライターの存在を暴露している。ちなみにライターの杉原光徳の名前は目次の最後に「構成・撮影」の名目で記載されている。
- 堀江貴文 - 小説「拝金」と「成金」はゴーストライターの代筆である、と表紙絵を描いた佐藤秀峰が暴露。担当編集者や本人の口から聞いた事実で「小説の世界ではよくある制作手法で、何ら恥ずべきことだとは思っておりません」と編集者は言っていたらしい[73]。堀江が最初に1000字程度の指示書を書き、それをもとにゴーストライターがあらすじを作り、お互いに意見を交わすかたちで作業が進められた。テーマやあらすじや人物などには堀江のアイデアが入っているが、文章はすべてライターが書いた。印税の取り分は当初、堀江6:ライター4が予定されていたが、堀江が「しっかり宣伝するから」と主張して7:3になった[74]。その他の著書もライターが書いていることを公けにしている。たとえばベストセラーになった『ゼロ』は古賀史健が書いた。
- 松本伊代 - 自分の本が出た後に、テレビで「まだ読んでない」と発言[5]。
- 三浦ミツ - 石川啄木の妹で、著書『悲しき兄啄木』は歌人の頴田島一二郎による代筆とされる。
- 吉田拓郎 - 『気ままな絵日記』（立風書房、1972年）はゴーストライターの執筆で、「出版社の人が半年くらい付いて、カセットのインタビューを起こして、なりきって書いてくれた」と明かした[75]。